# Ciudad deportiva Magdalena Mixhuca
La Ciudad Deportiva Magdalena Mixhuca (CDMM) es un complejo deportivo, ubicado entre las alcaldías Iztacalco y Venustiano Carranza, en la Ciudad de México. Inaugurada en 1958, es una de las zonas deportivas más grandes de la capital mexicana.

## Historia
Los terrenos de la actual CDMM fueron terrenos ejidales pertenecientes al pueblo de la Magdalena Mixhuca. En los años 50 el actor y comediante Jesús Martínez «Palillo» mantenía una actitud crítica en sus exitosos espectáculos teatrales convencionales y de carpa hacia los gobiernos mexicanos, particularmente hacia el entonces regente del Distrito Federal, Ernesto P. Uruchurtu. Derivado de ello el gobierno mexicano sostenía una actitud hostil hacia «Palillo», persiguiéndolo y encarcelándolo injustamente así como una campaña de desprestigio. Hugo Cervantes del Río, asesor del entonces presidente Adolfo Ruiz Cortines calificó al actor de «asqueroso» y le cuestionó si además de su crítica «Palillo» realizaba alguna acción en beneficio de la sociedad. El actor en respuesta comenzó a realizar una serie de acciones sociales como la fundación de la Mutualista Deportiva Mexicana, una asociación privada para apoyar a deportistas sin seguridad social gubernamental, entre otras acciones.
«Palillo» reivindicó al deporte como un método para alejar a la juventud del alcoholismo y la drogadicción, denunciando que al menos en la Ciudad de México los jóvenes carecían de espacios apropiados donde practicarlo, por lo que emprendió el proyecto de crear una gran ciudad deportiva, al tener entre sus aficiones, además, el diseño arquitectónico. Dada la animadversión del gobierno hacia su persona, «Palillo» comenzó la búsqueda de apoyos privados, consiguiéndolos de empresas privadas y espacios públicos donde construirlo así como la inversión de las ganancias de sus propios espectáculos en la creación de la ciudad deportiva. El actor encontró apoyo del entonces gobernador del Estado de México Salvador Sánchez Colín, quien donó a la Mutualista Deportiva Mexicana unos terrenos limítrofes con el entonces Distrito Federal en la zona de San Juan de Aragón para hacer su proyecto.
El recelo que causó el hecho en Hugo Cervantes del Río provocó que este buscara que «Palillo» pudiera presentar su proyecto a Adolfo Ruiz Cortines para que se convirtiera en un proyecto federal y se realizara en la Ciudad de México. Ruiz Cortines aceptó el proyecto, emitiendo entonces un decreto presidencial para la expropiación de terrenos ejidales pertenecientes al pueblo de Magdalena Mixhuca, sitio donde comenzó la construcción de la ciudad deportiva el 11 de mayo de 1957 por la Secretaría de Obras Públicas bajo un diseño original de Jesús Martínez «Palillo». La ciudad deportiva fue inaugurada el 16 de noviembre de 1958. Pese al aporte de Jesús Martínez «Palillo», su participación fue desconocida por el gobierno mexicano. Fue hasta 1983 en que el estadio principal del complejo recibió el nombre del actor y comediante en retribución a su labor.
La primera edición del Maratón Internacional de la Ciudad de México se realizó el 25 de septiembre de 1983, saliendo del Autódromo Hermanos Rodríguez y teniendo como meta el Monumento a la Revolución. En 2018 la ciudad deportiva fue usada para albergar a caravanas de migrantes centroamericanos rumbo a Estados Unidos. En 2020 y 2021 por la pandemia de coronavirus en el país, el Autódromo Hermanos Rodríguez fue convertido en un Hospital de Expansión del Instituto Mexicano del Seguro Social. Algunas áreas de la ciudad deportiva fueron usadas para que el Gobierno de la Ciudad de México opere un autocinema con distanciamiento social.

### Sede olímpica
El complejo tuvo una segunda intervención mayor para la realización de los Juegos Olímpicos de México 1968, convirtiéndose en una sede más de la olimpiada al albergar cuatro de los nueve recintos deportivos nuevos: la Sala de Armas Fernando Montes de Oca, el Velódromo Olímpico Agustín Melgar, el Palacio de los Deportes Juan Escutia y el Estadio Municipal de Hockey. En estos recintos ocurrieron competencias de basquetbol, esgrima, hockey y ciclismo de pista. En 2018, con motivo de las celebraciones del 50 aniversario de los juegos fue instalada una escultura con los aros olímpicos al exterior de la Sala de Armas así como placas de homenaje a distintos atletas mexicanos ganadores de medallas.

### Automovilismo
Del proyecto original del comediante se cambiaría un canal navegable por un circuito de carreras, que a la postre se convertiría en el Autódromo Hermanos Rodríguez dado el entusiasmo que tenía el entonces presidente Adolfo López Mateos en las carreras automovilísticas. La inauguración ocurrió el 20 de diciembre de 1959 con la competencia de los 500 Kilómetros de la Ciudad de México.
Entre 1962 y 1970 se disputó el Gran Premio de México de Fórmula 1 con regularidad en el Autódromo Hermanos Rodríguez, nombre que recibió en 1973 en honor a los hermanos Ricardo y Pedro Rodríguez, pilotos mexicanos de Fórmula 1. Por seguridad, debido a un accidente donde falleció un espectador, se dejó de correr la competencia hasta 1986. Con algunas modificaciones que garantizaron la seguridad según estándares de la FIA, se corrió de 1986 hasta 1992, siendo este el último año de realización del serial. De 2002 a 2007 se realizaría el Gran Premio de la Ciudad de México de Championship Auto Racing Teams, temporada en la que destacarían pilotos mexicanos como Adrián Fernández y Mario Domínguez. En 2015 el autódromo volvió a formar parte del calendario mundial de la Fórmula 1.

### Concesiones a la iniciativa privada
Tras varias décadas de prohibiciones a conciertos masivos de rock dado el ambiente represivo de los años 60 a 90 por los gobiernos del Partido Revolucionario Institucional y la falta de infraestructura adecuada, a inicios de los años 90 volvieron a México conciertos de artistas internacionales dada la inversión de empresas como Operadora de Centros de Espectáculos (OCESA). Dicha empresa obtuvo la concesión de distintos recintos públicos como el Palacio de los Deportes y la curva peraltada del Autódromo Hermanos Rodríguez —a la postre el Foro Sol— además la operación en México del sistema de boletaje electrónico estadounidense Ticketmaster. El escenario de la curva del autódromo fue inaugurado el 10 de noviembre de 1993 con un concierto de Madonna de la gira The Girlie Show World Tour.  Tras dicho concierto —que diputados mexicanos intentaron censurar— se contaría en el país con infraestructura de calidad internacional para organizar conciertos, ocurriendo casi seguidos los de Paul McCartney, The Rolling Stones, Pink Floyd y Depeche Mode, entre otros. Así iniciaría una nueva época en el país de conciertos del rock de México a escala masiva y comercial, teniendo el Foro Sol como sede a festivales como Vive Latino y Corona Capital.
En 2010 fue anunciada la construcción de un nuevo estadio de béisbol en la Ciudad de México por el empresario Alfredo Harp Helú, dueño de Diablos Rojos del México. El equipo capitalino jugó, tras el cierre de su sede en el Parque del Seguro Social, algunas temporadas en el Foro Sol, sitio que tuvo que dejar en 2014 por el regreso de la Fórmula 1 al circuito del Autódromo Hermanos Rodríguez. Para las temporadas del 2014 al 2018 el equipo utilizó el Estadio Fray Nano, ubicado a un costado del Velódromo Olímpico Agustín Melgar. En 2015 fueron dados en concesión por el Gobierno de la Ciudad de México al empresario Alfredo Harp Helú 75 mil metros para la edificación del Estadio Alfredo Harp Helú, recinto que fue construido en el extremo oriente de la ciudad deportiva. Las obras tomaron de noviembre de 2015 a marzo de 2019 entre la curva 1 y 3 del autódromo, siendo inaugurado el Estadio Alfredo Harp Helú el 23 de marzo de 2019.

## Instalaciones

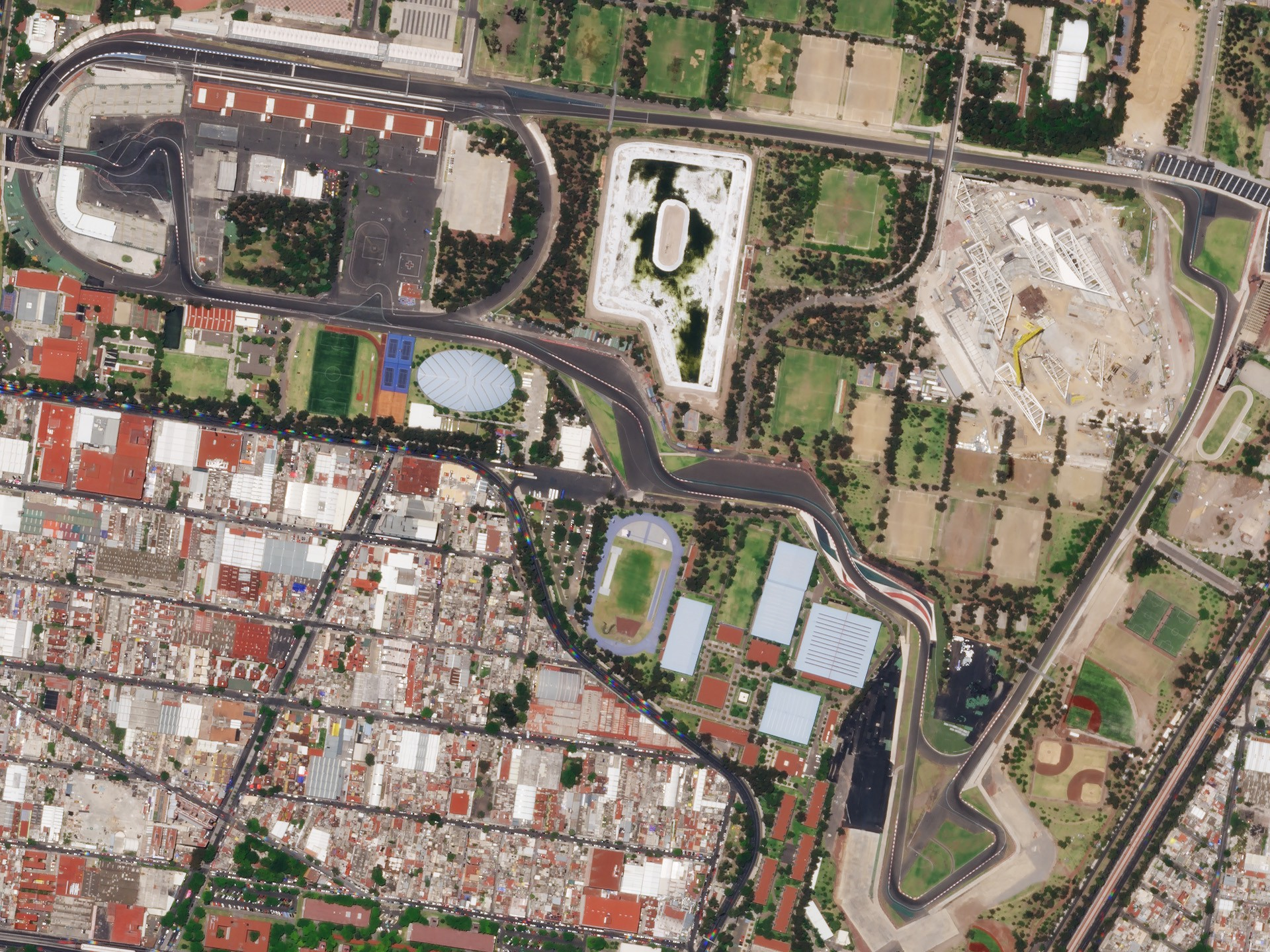
Vista aérea de la Ciudad Deportiva Magdalena Mixhuca, 2017.

Entre las instalaciones principales de este complejo deportivo se encuentran:
- Sala de Armas
- Estadio Jesús Martínez «Palillo»
- Gimnasio de Box
- Gimnasio de Pesas
- Estadio de futbol «Palillito»
- Autódromo Hermanos Rodríguez
- Canchas de tenis
- Canchas de béisbol
- Canchas de básquetbol
- Alberca semiolímpica
- Fosa de clavados
- Skatepark
- Canchas de futbol 7
- Granja didáctica

En sus inmediaciones se encuentran las instalaciones de:
- Escuela Superior de Educación Física (ENEF)
- Escuela Nacional de Entrenadores Deportivos (ENADE)
- Confederación Deportiva Mexicana (CODEME)
- Centro Nacional de Alto Rendimiento (CNAR)
- Centro Paralímpico Mexicano de la CONADE
- Estadio Infantil Velódromo y canchas de futbol 7 «Velódromo»
- Honorable Comisión de Box y Lucha Libre Profesional de la Ciudad de México
- Estadio Fray Nano
- Velódromo Olímpico Agustín Melgar
- Palacio de los Deportes y conjunto escultórico Osa Mayor

## Flora y fauna
En el perímetro de la Ciudad Deportiva existen o han existido las siguientes especies animales:
- Spea multiplicatus (sapo excavador)
- Sceloporus grammicus (lagartija)
- Pyrocephalus rubinus (cardenalito)
- Thryomanes bewickii (saltapared)
- Toxostoma curvirostre (cuitlacoche)
- Molothrus aeneus (tordo)
- Peromyscus maniculatus (ratón de campo)
- Sciurus aureogaster (ardilla)

Entre las árboles que existen están:
- Casuarina equisetifolia (casuarina)
- Jacaranda mimosifolia
- Ligustrum lucidum (trueno)
- Eucalyptus camaldunensis (eucalipto)
- Fraxinus udhei (fresno)
- Acacia pycnantha (acacia)
- Buddleja cordata (tepozán)
- Ulmus pumila (olmo)
- Cupressus lusitanica (cedro blanco)

## Controversias
Las concesiones a la iniciativa privada y particulares en la CDMM han sido blanco de diversas críticas a lo largo de los años. A nivel ambiental, en 2006 la Ciudad Deportiva de Magdalena Mixhuca fue declarada como Área de Valor Ambiental por el Gobierno de la Ciudad de México con el fin de salvaguardar sus áreas verdes en beneficio de la capital. Dicha declaración fue revocada en 2014 por el gobierno capitalino. Organizaciones vecinales y ciudadanas denunciaron que dicha remoción tuvo como fin beneficiar a las empresas concesionarias para poder talar áreas verdes y ampliar las áreas de explotación privada.
Distintas obras promovidas por el Instituto del Deporte de la Ciudad de México entre 2012 y 2018 como una piscina, una pista de ciclismo de montaña y un lago artificial; modificaciones a áreas deportivas por parte de concesionarios y otorgamiento discrecional de instalaciones como sanitarios y espacios para venta de artículos deportivos han sido señaladas como irregulares por autoridades como el alcalde Armando Quintero. Diversas irregularidades en el otorgamiento de los permisos de operación del Estadio Alfredo Harp Helú fueron señalados por la Auditoría Superior de la Federación en 2019. La alcaldesa Claudia Sheinbaum criticó en 2020 la localización del Estadio Alfredo Harp Helú al considerar que este privatizó espacio público de la ciudad deportiva.

## Galería

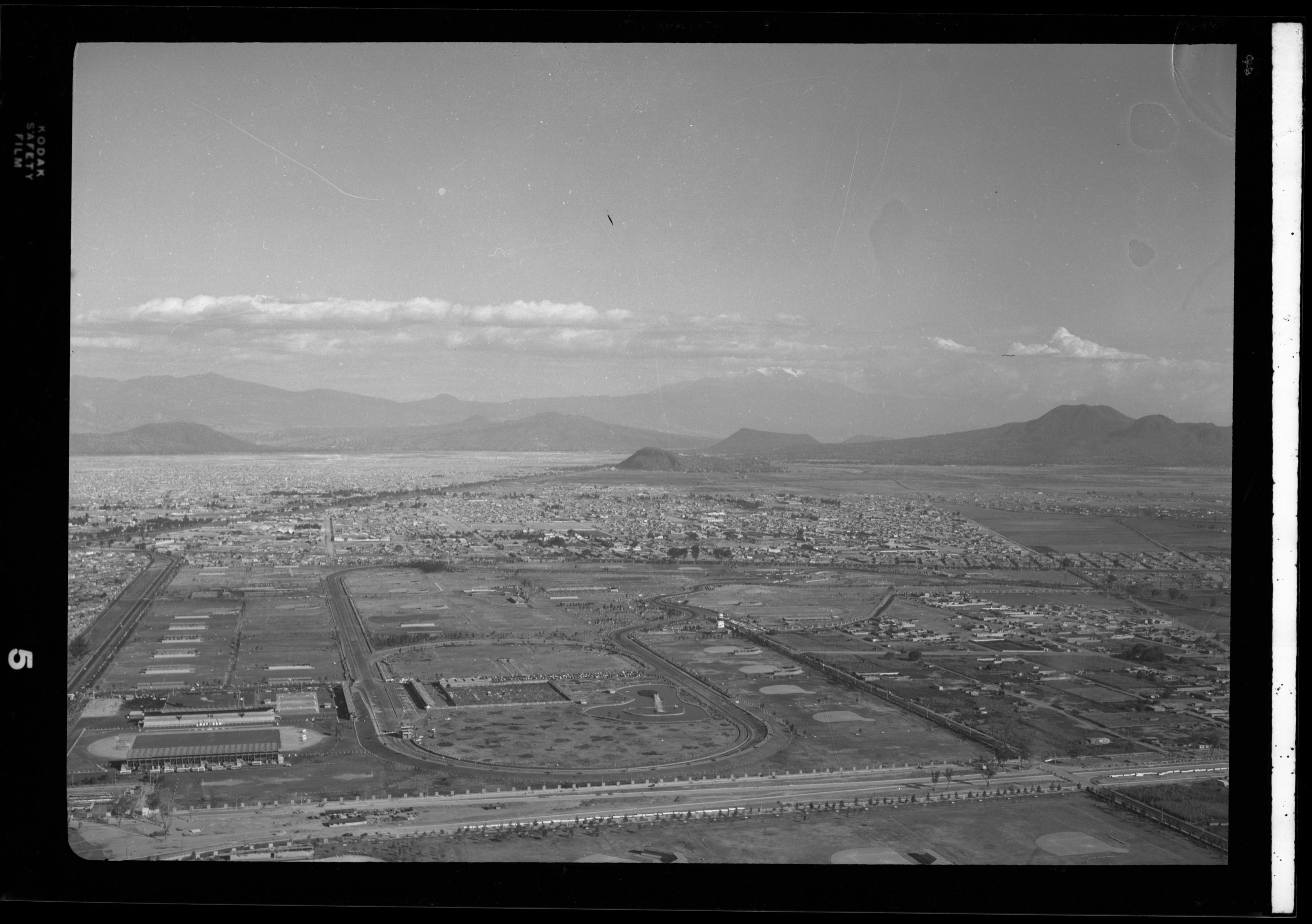
Vista aérea de la Ciudad Deportiva, 1962.
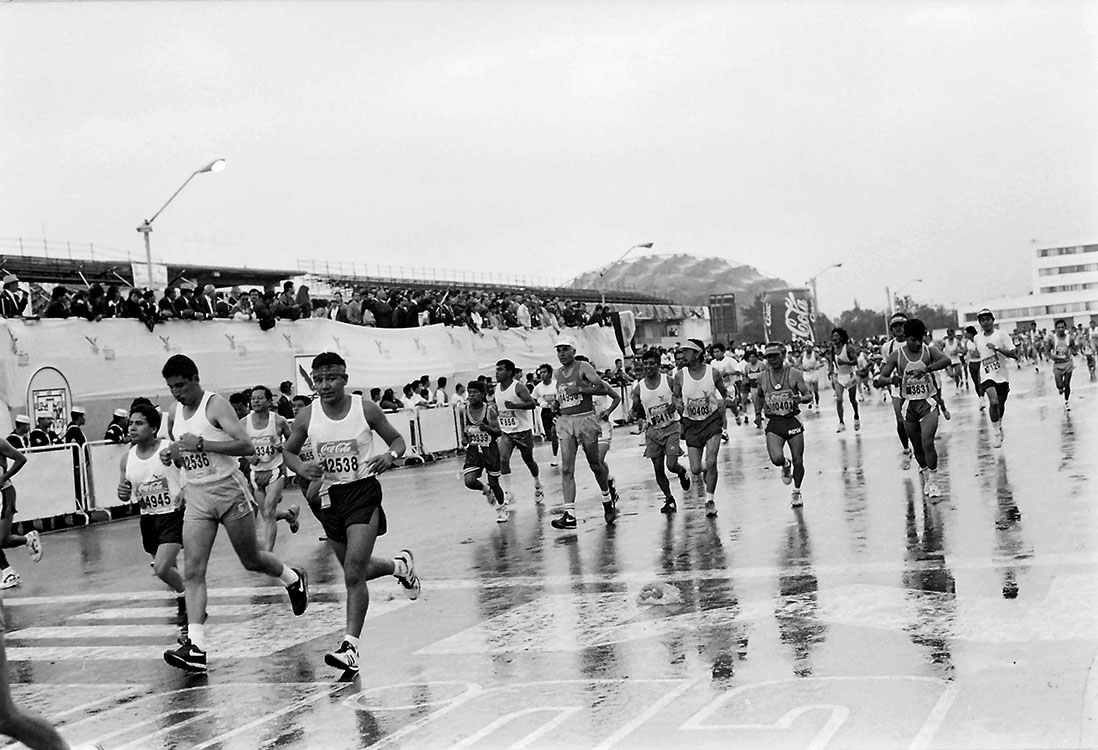
Salida del Maratón de la Ciudad de México en el Autódromo Hermanos Rodríguez, 1983.
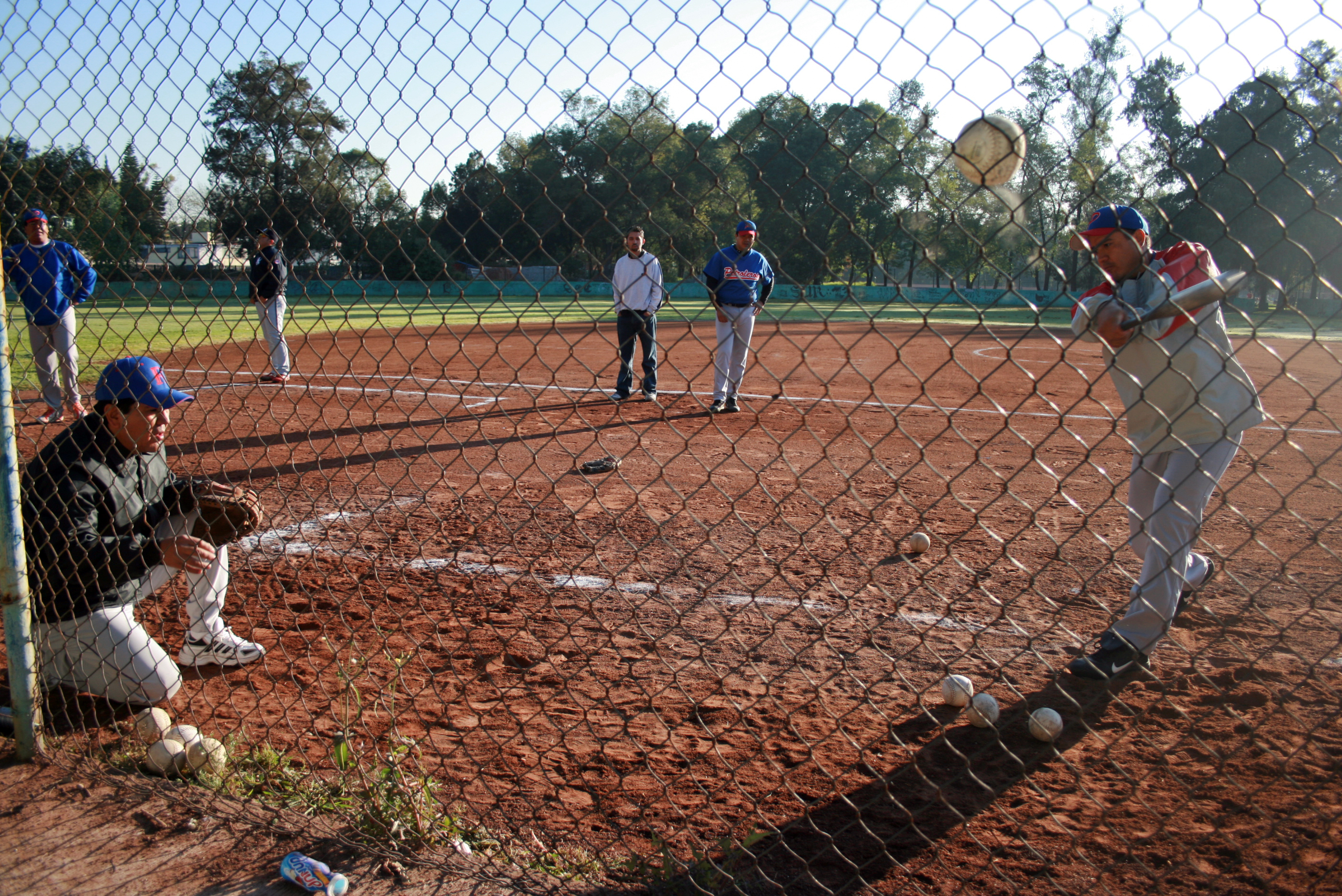
Deportistas practicando softball, 2007.
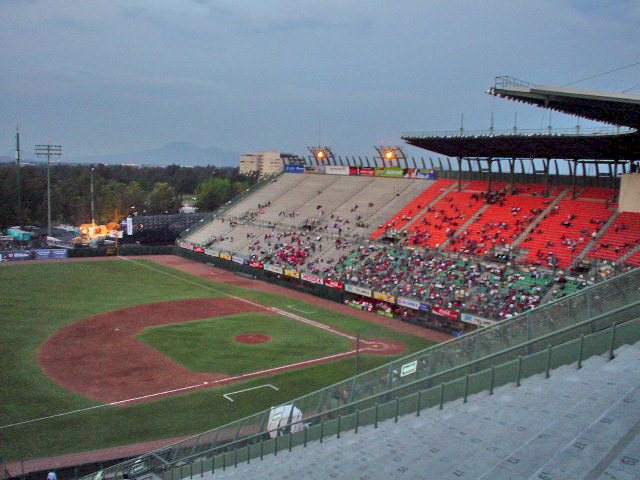
Foro Sol usado como diamante de béisbol, 2007.
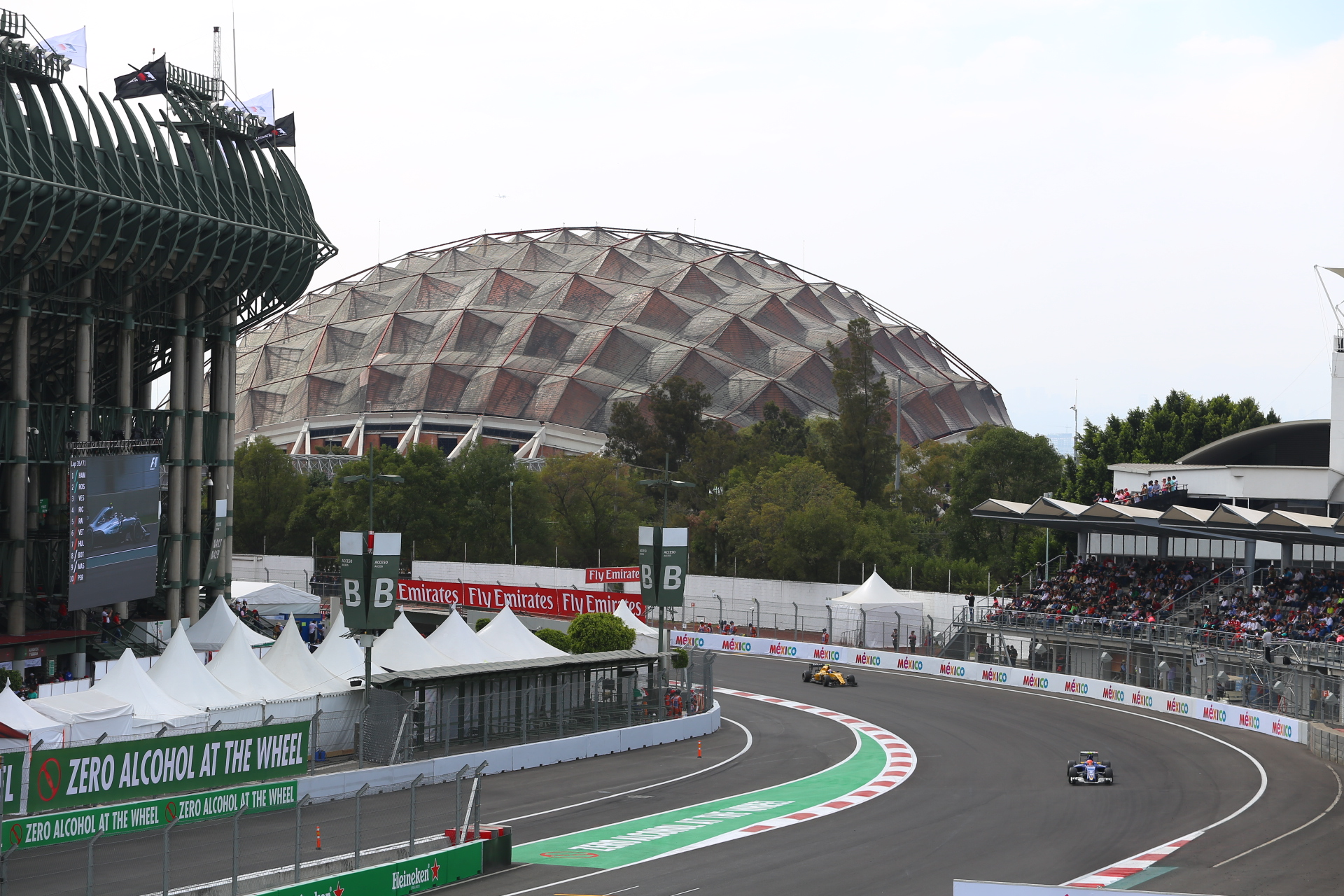
Salida de la «Curva Nigel Mansell», Gran Premio de México 2016. Detrás, el Palacio de los Deportes.
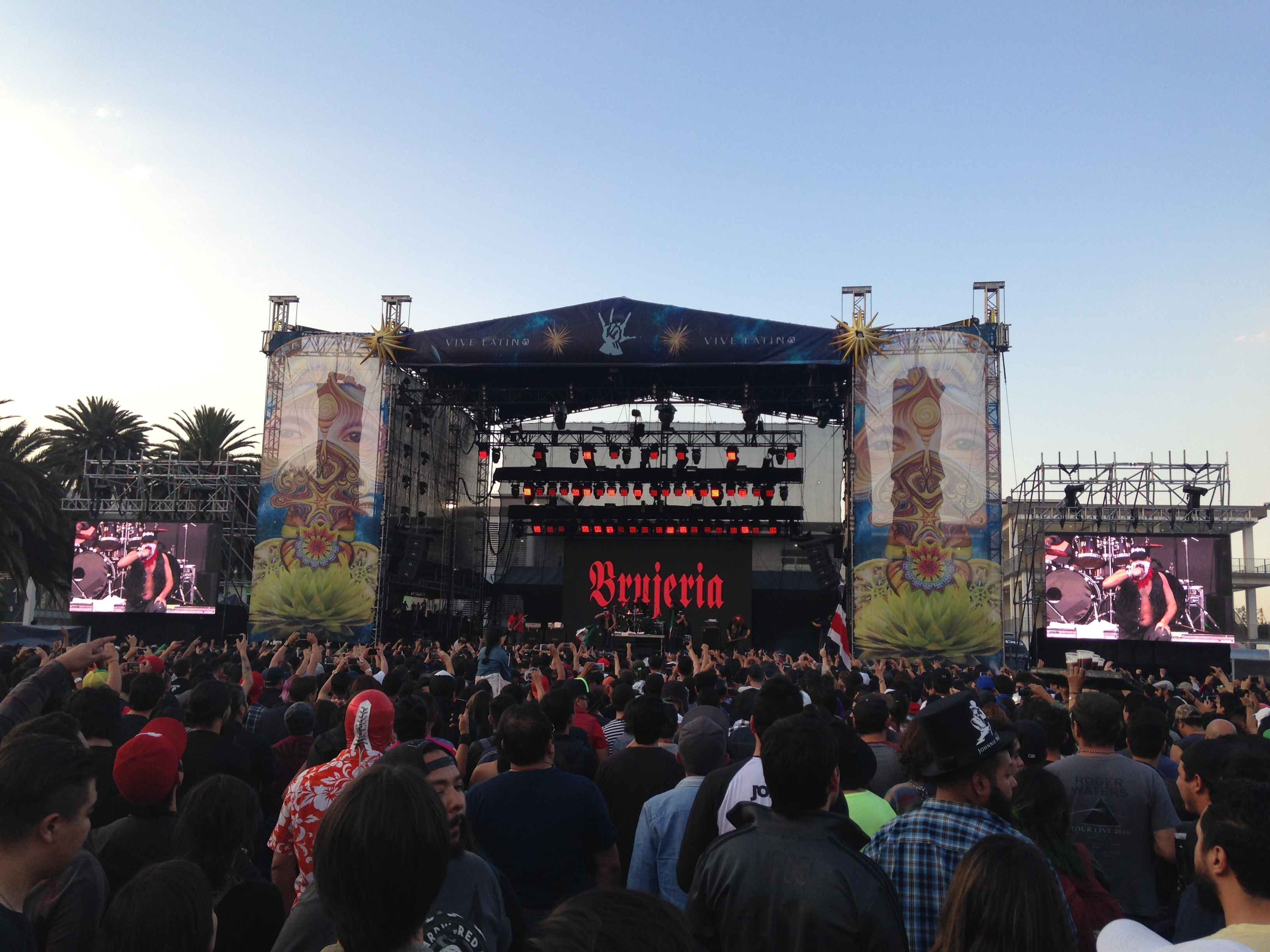
Escenario del festival Vive Latino, 2017.
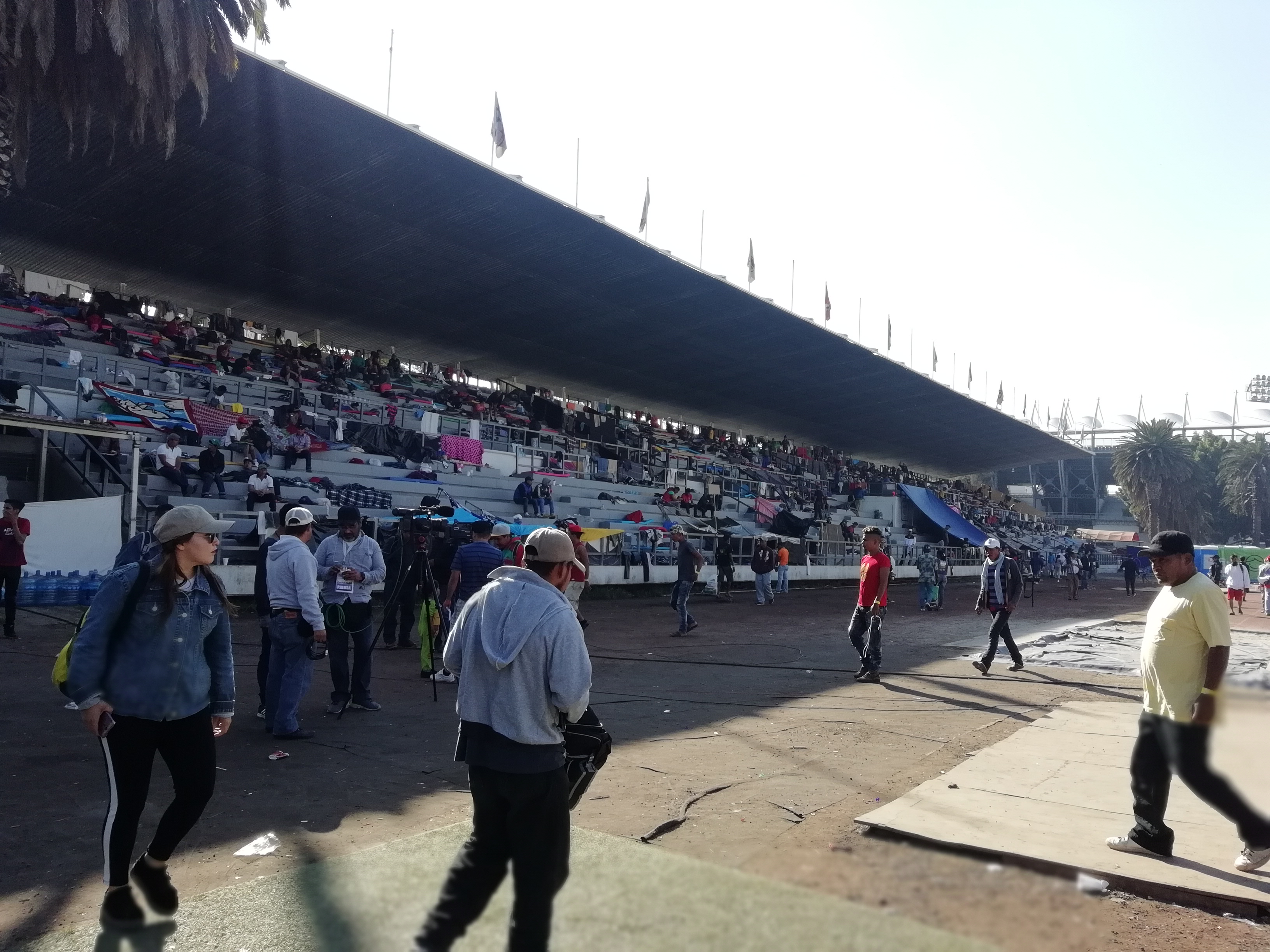
Gradas del estadio usadas por migrantes centroamericanos, 2018.
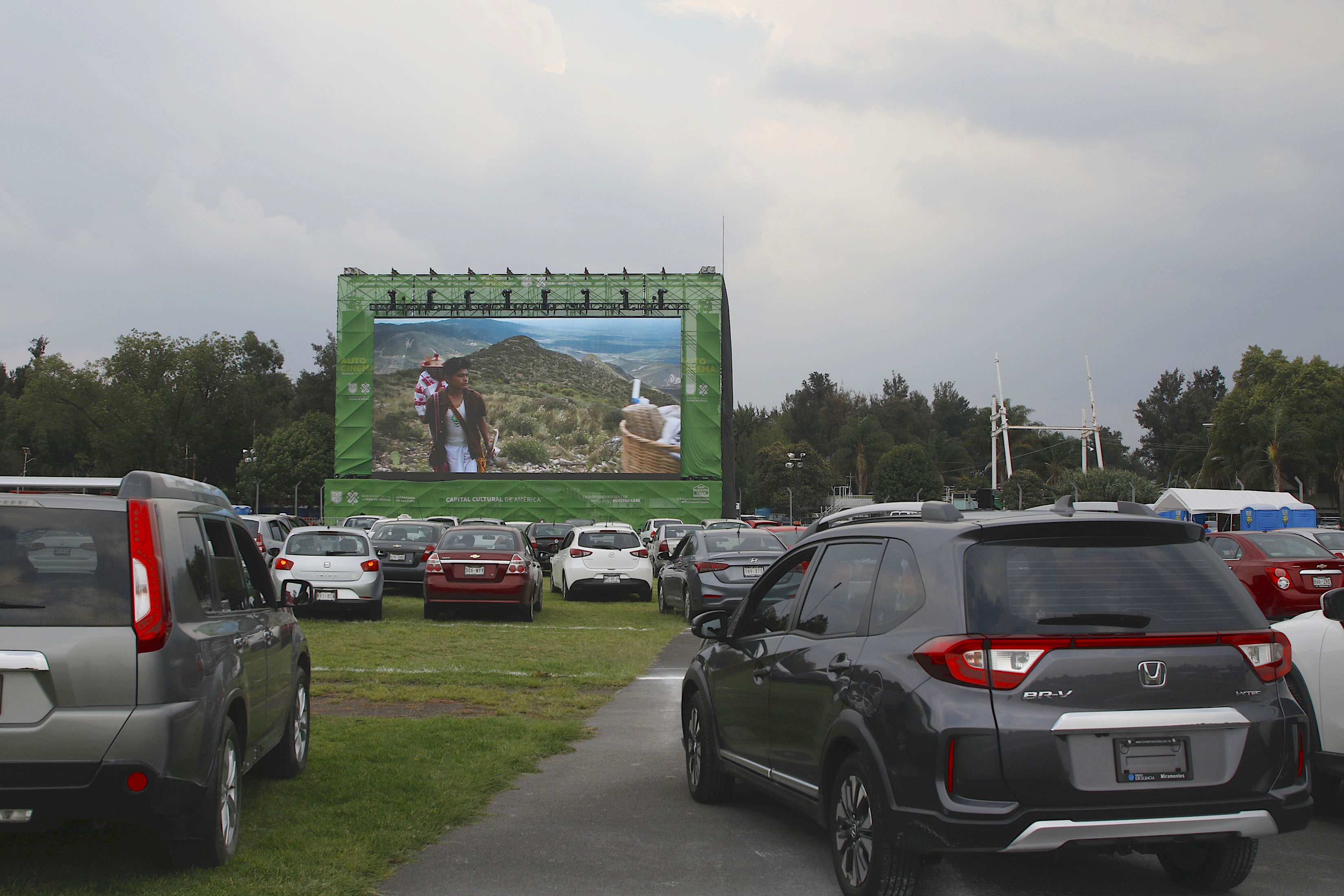
Uso de la ciudad deportiva como autocine por la pandemia de COVID-19 en México, 2020.
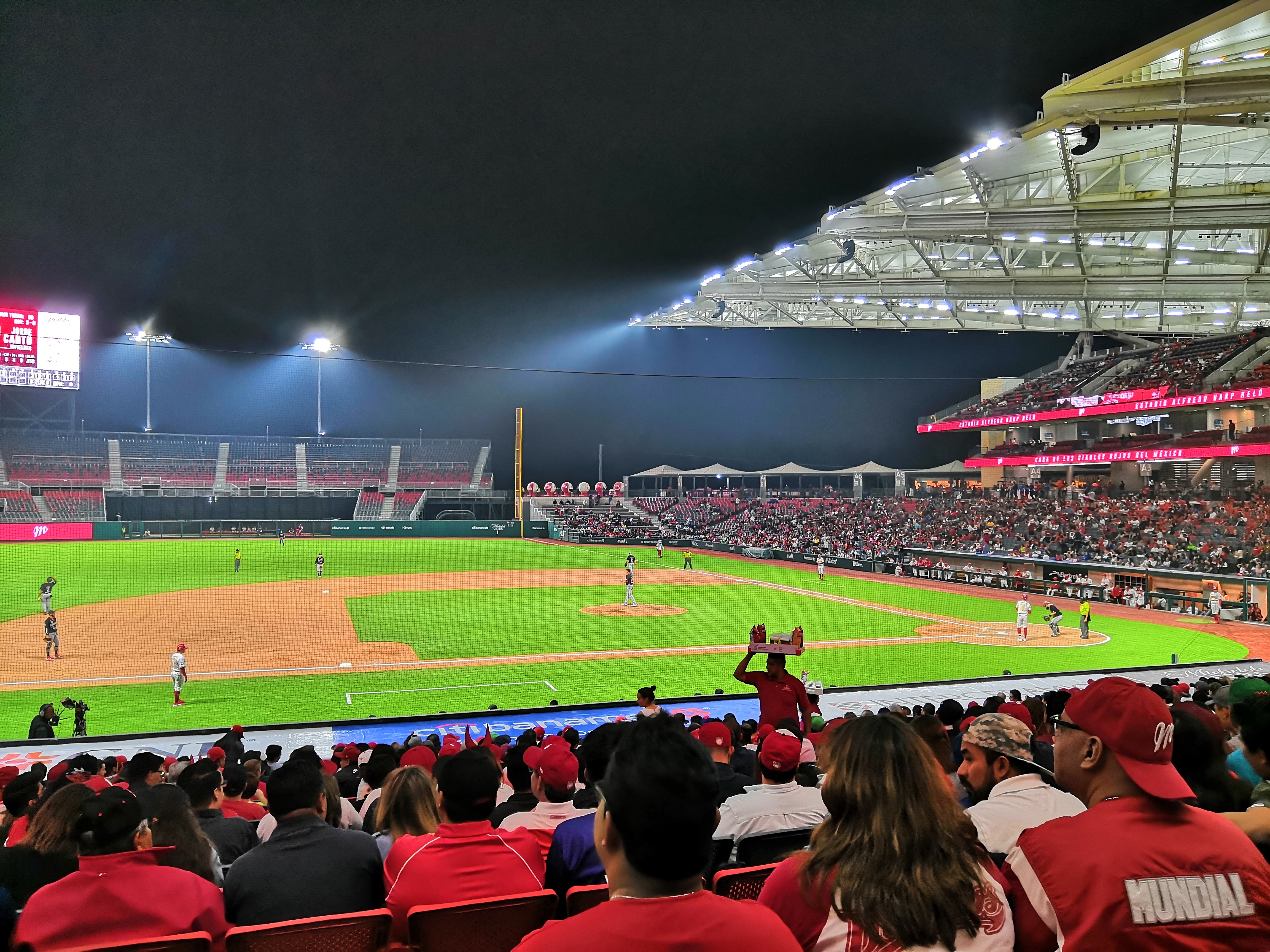
Juego de los Diablos Rojos del México en el Estadio Alfredo Harp Helú, 2019.

## Transporte público
Por la CDMM cruzan los siguientes medios de transporte público:

### Metro
- Estaciones Velódromo, Ciudad Deportiva y Puebla de la línea 9 del Metro de la Ciudad de México

### Autobuses
- Ruta Tacubaya - Tepalcates Por Campeche, SAUSA